# Decreto Legislativo 1182 (Perú)
El Decreto Legislativo 1182 de Perú (o Decreto legislativo que regula el uso de los datos derivados de las telecomunicaciones para la identificación, localización y geolocalización de equipos de comunicación, en la lucha contra la delincuencia y el crimen organizado) es un decreto proclamado por el presidente Ollanta Humala que permite a la Policía Nacional acceder a los datos de geolocalización de los ciudadanos sin necesidad de una orden judicial, además de obligar a las empresas proveedoras de servicios de Internet y compañías de telefonía móvil a retener los datos de comunicaciones y ubicación de los peruanos por un lapso de tres años.
Debido a que la ley faculta el uso de vigilancia masiva indiscriminada por parte del Estado, ha recibido el sobrenombre de Ley Stalker. El decreto ha sido criticado por haber sido aprobado sin consulta pública y publicado el 27 de julio, durante las fiestas patrias del Perú. También ha sido señalado porque los autores del decreto plagiaron a un activista colombiano para justificar la iniciativa, tergiversando su texto original –una crítica a la retención de datos en Colombia–.
El 10 de septiembre de 2015 el congresista Héctor Becerril presentó un proyecto de ley que busca derogar parcialmente este Decreto Legislativo y dicha propuesta todavía espera ser discutida en el Congreso. Adicionalmente, se sabe que el Poder Ejecutivo ha firmado un protocolo de implementación de esta norma con las empresas operadoras.

## Críticas
El decreto ha recibido críticas debido al mal uso que el gobierno podría hacer de los metadatos recabados. La legislación crea una distinción en la protección constitucional del contenido de las telecomunicaciones (protegido) y el de los metadatos de las telecomunicaciones (sin proteger). La importancia de los metadatos ha sido ampliamente discutida a raíz de las revelaciones de espionaje de Edward Snowden, siendo señalado que estos «pueden revelar mucho más sobre el contenido de tus llamadas de lo que el gobierno está insinuando. Los metadatos proveen suficiente contexto para saber algunos de los detalles más íntimos de tu vida.»
La localización en tiempo real también ha sido señalada debido a que, aunque la ley prevé que se utilice únicamente cuando se trate un delito flagrante, este criterio se revisa una vez que la policía ha tenido acceso a los datos, pudiendo pasar hasta 72 horas antes de ser corroborado:

Según la propia norma, la Policía solo podrá utilizar este mecanismo cuando concurran tres requisitos en simultáneo: (i) se trate de un delito flagrante, (ii) el delito investigado sea sancionado con pena superior a los cuatro años de cárcel, y, (iii) el acceso a esta información constituya un medio necesario para la investigación. Sin embargo, el cumplimiento de estos requisitos solo será revisado luego de que la Policía ya haya accedido a los datos. Así, la unidad a cargo de la investigación policial tendrá 24 horas para enviar al Fiscal un informe que sustente su requerimiento y el Fiscal tendrá otras 24 horas para solicitar a un juez la “convalidación de la medida”. A su vez, el juez que reciba el pedido tendrá otras 24 horas para pronunciarse sobre la legalidad del pedido y establecer un periodo durante la cual estará vigente. Bajo este sistema, podrían pasar hasta 72 horas desde que la Policía empezó a monitorear a cualquier ciudadano para que recién un Juez pueda pronunciarse sobre la legalidad de la medida y verifique si realmente se han respetado los requisitos.
Miguel Morachimo, Hiperderecho, 27 de julio de 2015.

### Plagio
Un análisis de la Exposición de Motivos del Decreto Legislativo 1182 encontró que se copió íntegramente un fragmento del Preámbulo de la Ley 25/2007 de España sobre conservación de datos. Otra copia fue detectada también de la Directiva 2006/24/CE del Parlamento Europeo. También se detectó que el abogado y activista Juan Diego Castañeda fue plagiado maliciosamente, puesto que el autor del decreto empleó extractos de un texto de Castañeda en el que criticaba la retención de datos en Colombia.
El plagio fue señalado por la Fundación Karisma de Colombia, que indicó que «el plagio es una falta grave, pero más grave es que los gobiernos tergiversen las palabras que la sociedad civil ha pronunciado frente a este tipo de normas que violan el derecho fundamental a la intimidad.» Por su parte, Carolina Botero, ex Relatora Especial para la Libertad de Expresión de la Organización de los Estados Americanos, indicó que el plagio evidencia una ausencia de debate democrático y que «saltarse el proceso, tomar de internet lo que hay sobre el tema para hacer una colcha de retazos amañada es ilegítimo, reprochable e injustificable.»
Por su parte, Castañeda publicó una columna en la que criticó al gobierno de Perú por cambiar el sentido de sus palabras:

En mi opinión, el principal problema del plagio que hizo el Ejecutivo peruano es que transformó el sentido de lo que originalmente trataba de decir respecto a la retención de datos, pues sólo copiaron la explicación de esta medida y no las críticas. Lo que escribí fue sacado de contexto y usado para un propósito diametralmente opuesto. La falta de cita del escrito original es incorrecta, quizá por negligencia simplemente se aprovechó mi explicación para hacer algo que cualquiera que sabe del tema puede hacer, pero en este contexto es además abusiva, principalmente porque evitó que los lectores de la exposición de motivos conocieran algunas críticas a la medida que el gobierno está tratando de justificar.
Juan Diego Castañeda, 24 de agosto de 2015.

## Revisión
El 31 de julio de 2015, el presidente del Congreso peruano, Luis Iberico, indicó que todos los decretos legislativos del gobierno serían revisados por la Comisión de Constitución, incluido el Decreto Legislativo 1182.

"Ahí se revisará dos cosas: primero si es constitucional y segundo si está dentro del marco que el Congreso le dio al ejecutivo. Es ahí seguramente donde esto se va a discutir. Mi opinión personal es que tenemos que ver las herramientas jurídicas, legales, constitucionales para que la Policía pueda actuar cuanto antes"
Luis Iberico, presidente del Congreso del Perú, durante una rueda de prensa. 31 de julio de 2015.

En virtud de la revisión, las organizaciones Hiperderecho y Electronic Frontier Foundation crearon una campaña digital dirigida a los congresistas peruanos para que enmienden el decreto.